# Ямада, Мию
Мию Ямада (яп. 山田 美諭; род. 13 декабря 1993, Сето, Айти) — японская тхэквондистка, бронзовый призёр летних Азиатских игр 2018 года, заняла 5-е место на Олимпийских играх 2020 года, многократный чемпион Японии.

## Биография
Мию Ямада родилась 13 дукабря 1993 в городе Сето. В трёхлетнем возрасте стала заниматься карате под влиянием своего отца, который руководит карате-додзё. Когда пошла в школу, стала заниматься, по инициативе своего отца, тхэквондо. После школы поступила на кафедру английской и американской литературы	факультета письменности университета Дайто Бунка. 

### Спортивная карьера
После учёбы решила сочетать работу и тренировки. В 2015 году во время отборочного турнира к Олимпиаде 2016 получила травму. После этого около года проходила реабилитацию и продолжала тренировки. В результате добилась возрождения.